# 加波山鉄道
加波山鉄道（かばさんてつどう、かばやまてつどう）は、かつて茨城県新治郡高濱町（現在の石岡市）の鉄道省常磐線高浜駅から同県新治郡柿岡町（現在の石岡市）を結ぶ、大正時代に計画された鉄道路線（未成線）である。1923年（大正12年）に計画され、1927年（昭和2年）に着工に至ったが、開業することなく1933年（昭和8年）に正式に建設中止となった。

## 歴史
1923年（大正12年）、海東惣一郎ら地元有志50人により恋瀬川沿岸軌道株式会社が設立された。花崗岩や木材、薪炭、米穀、繭、煙草や海運連絡を目的としたものであった。当初の予定は高浜駅から石岡町（現在の石岡市）、志筑村（現在のかすみがうら市）、小桜村（現在の石岡市）を経由して柿岡地区に至るというものであったが最終的には現在の笠間市にある鉄道省水戸線福原駅までの計画となった。その後、地方鉄道に変更、柿岡鉄道として会社が成立した。同年12月15日に高浜-柿岡間の免許を出願したが、その頃、別ルートで石岡-柿岡間を結ぶ柿岡軌道の計画もあった。鉄道省は、技手を派遣し、両者の比較検討を行った結果、加波山の花岡岩の輸送が期待できる柿岡鉄道に1925年（大正14年）6月27日、免許を下付した。
1926年（大正15年）5月12日に加波山鉄道と改称、発起人の追加も行った。1927年（昭和2年）6月には発起人37人が脱退。11月に、計画路線の地盤が脆弱であることと恋瀬川の水害を避けるために路線変更の申し出を行う。変更後のルートについては鉄道省の文書に略図が見つかっているのみであり、詳細は不明である。略図から、終点が当初の計画より北にずらされていることが分かる。1927年（昭和2年）3月17日に鉄道施設工事施行認可が下り、同年9月12日に工事が開始された。当初、竣工を1929年（昭和4年）3月15日までとしていたが、用地買収に日数を費やしたことから、同年2月に工事竣工期限を1931年（昭和6年）まで延長することを申請した。その後、同年9月に那珂川の氾濫により高浜駅付近に被害が出てたことから、再度の路線変更を検討する。また、同年5月に石岡への起点変更と、竣工期限の再延長を申請したが、認可されなかった。
そして、度重なる不況や石岡中町の大火災などで工事が継続できなくなり、1933年（昭和8年）9月4日に鉄道施設免許が取り消された。

### 年表
- 1923年（大正12年）
  - 8月7日 - 恋瀬川沿岸軌道株式会社設立出願。
  - 12月25日 - 地方鉄道へ変更申請、同時に社名を柿岡鉄道と改める。
- 1925年（大正14年）6月27日 - 高濱町-柿岡町間鉄道敷設免許下付[5][3]。
- 1926年（大正15年）5月12日 - 会社名称変更届[5][6]。社名を加波山鉄道と改める。
- 1927年（昭和2年）
  - 3月17日 - 高濱-柿岡間鉄道施設工事施行認可[5][7]。
  - 9月12日 - 高濱-柿岡間工事開始[5][8]。
- 1929年（昭和4年）
  - 4月22日 - 高濱-柿岡間工事竣工期限延期出願[5][9]。
  - 12月19日 - 高濱-柿岡間線路および工事方法変更認可申請書依願返付[5][4]。
- 1933年（昭和8年）
  - 9月4日 - 高濱-柿岡間工事竣工期限延期願却下ならびに敷設免許取消[5][10]。
  - 10月19日 - 高濱-柿岡間敷設免許状返納[5][11]。

## 計画接続路線
- 高浜駅：鉄道省常磐線

## 現状
軌道跡は汽車道と呼ばれる市道や恋瀬川サイクリングロードに転用された。また、八郷総合支所付近には築堤が残されている。